# Tutilo Burger

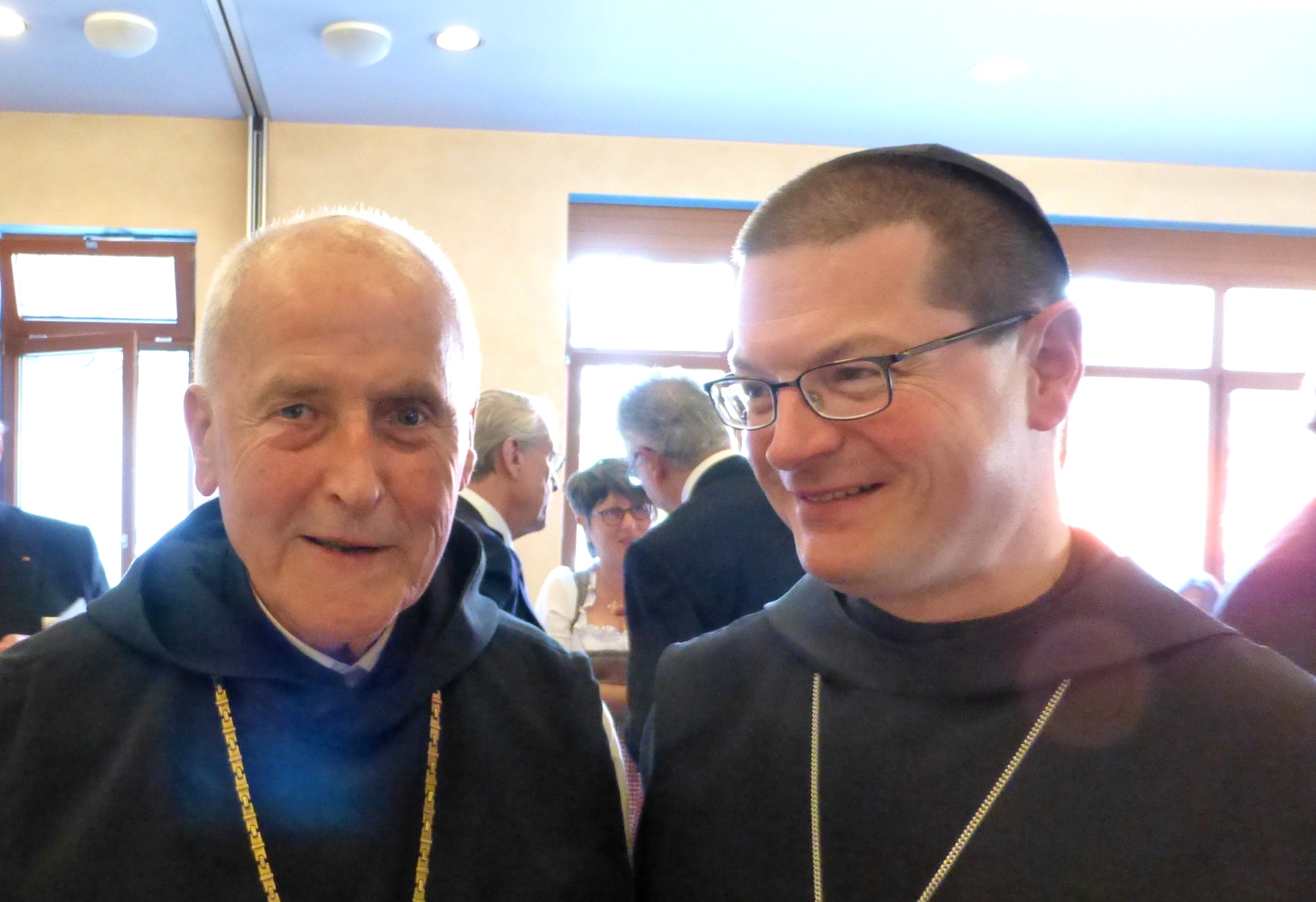
Erzabt Tutilo Burger (rechts) mit Altabt Kassian Lauterer

Wappen von Erzabt Tutilo Burger

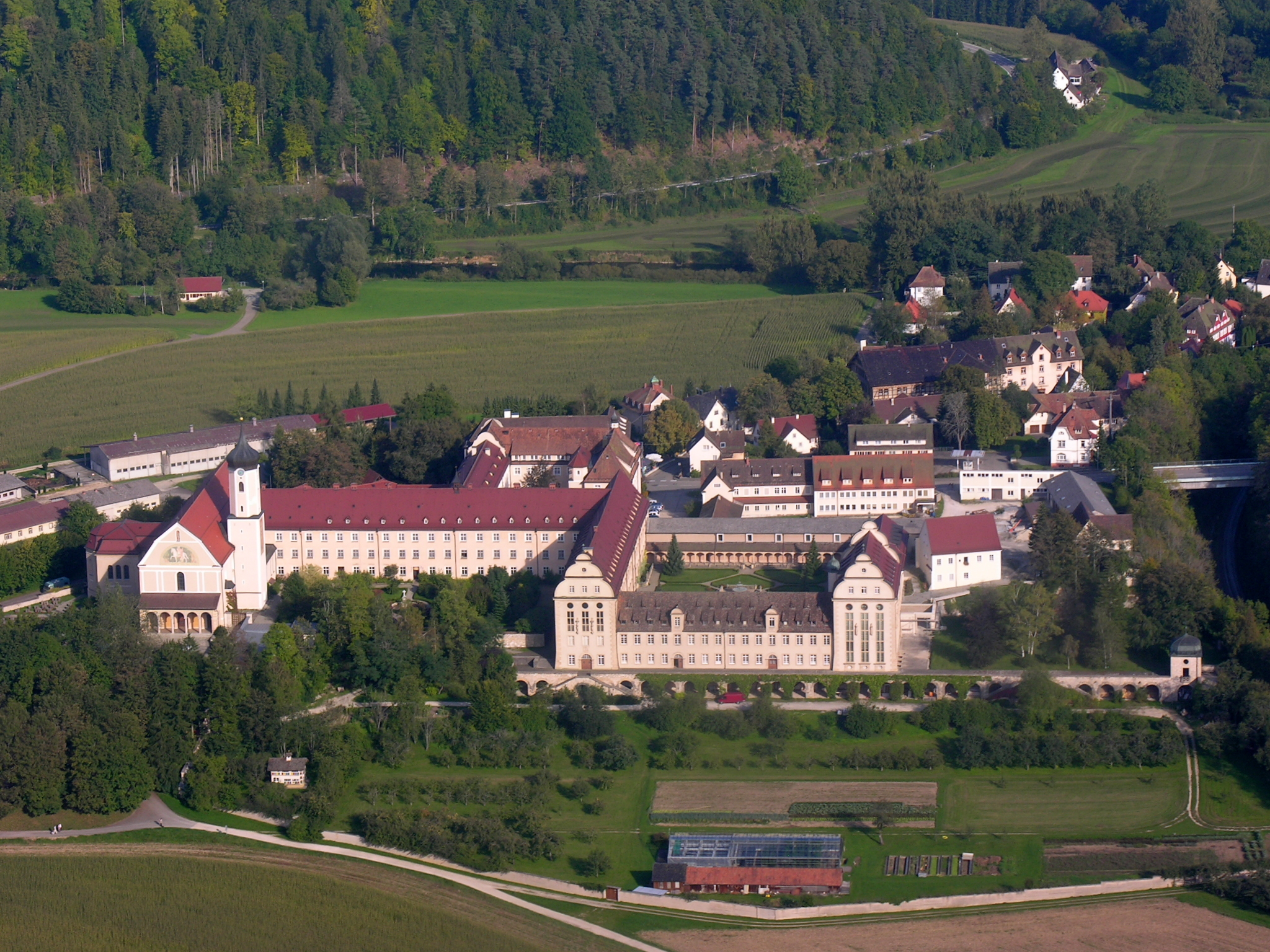
Erzabtei St. Martin in Beuron

Tutilo Burger OSB (* 8. September 1965 in Löffingen, als Heinz Burger) ist ein deutscher Benediktiner und elfter Erzabt der Erzabtei Beuron.

## Leben
Heinz Burger wuchs als Sohn der Eheleute Willi und Elisabeth Burger in Löffingen im Hochschwarzwald auf. Er hat zwei Brüder und eine Schwester. Tutilos Bruder Stephan ist Erzbischof von Freiburg. Die Vorfahren von Burger stammen aus einem alten Prechtäler Geschlecht. Andreas Burger und seine Frau Maria geborene Störr zogen 1896 nach Seppenhofen. Die Vorfahren der Löffinger Familien Benitz (mütterliche Vorfahren von Stephan und Tutilo Burger) sind im 18. Jahrhundert in Hinterzarten nachweisbar. Vorfahren sind auch die Familie Glunk, eines der ältesten Geschlechter der Region.
Burger besuchte das Internat Hersberg in Immenstaad am Bodensee. Bei seinem Abitur 1986 hatte er als Leistungskurse Mathematik und Religion.
Vier Wochen nach seinem Abitur trat Burger in die Benediktiner-Erzabtei St. Martin in Beuron im Oberen Donautal ein, dort erhielt er den Ordensnamen des sel. Tutilo. 1988 legte er vor Erzabt Hieronymus Nitz seine Profess ab. Das Studium der Katholischen Theologie absolvierte er in Salzburg und Rom (Abschluss: Diplom-Theologe). Nach seiner Pastoralausbildung in St. Peter im Schwarzwald empfing er am 7. Mai 1994 in Beuron die Priesterweihe. Er versah mehrere Jahre das klösterliche Amt des Novizenmeisters. Nach seiner Priesterweihe wurde er zu einem betriebswirtschaftlichen Studium an die Berufsakademie Ravensburg, heute Duale Hochschule Baden-Württemberg Ravensburg, geschickt. Die Praxis lernte er drei Jahre bei der OMIRA Oberland-Milchverwertung Ravensburg GmbH, der größten Molkerei Baden-Württembergs, kennen. Dort erarbeitete er sich die Grundlagen, um die Verantwortung für alle finanziellen und wirtschaftlichen Angelegenheiten in Beuron zu übernehmen.
Nach Abschluss als Diplom-Betriebswirt wurde er im November 1997 zum Cellerar des Klosters ernannt. Als Cellerar war er Manager des Kloster-Wirtschaftsbetriebes mit 40 Angestellten in Buchhandlung, Verlag, Wäscherei und den klostereigenen Betrieben wie Metzgerei und Wasserkraftwerk. Ein weiterer Teil der Arbeit lag in der Beteiligung an verschiedenen Gremien: Förderverein, Bauausschuss, Gemeinnützige Stiftung Vetus Latina, Cellerarstagung der Deutschen Ordensoberenkonferenz (AGCEP) und Wirtschaftsrat der Beuroner Benediktinerkongregation.
Im März 2001 wurde Burger durch den neu gewählten Erzabt Theodor Hogg zum Prior ernannt. Am 16. August 2011 endete die Amtszeit von Hogg. Für das vakante Amt übernahm Burger die kommissarische Leitung der Erzabtei.
In geheimer Wahl wurde er am 7. September 2011 zum Erzabt von Beuron gewählt. In der vom ersten Assistenzabt der Kongregation, Abt Franziskus Heereman von Zuydtwyck von Neuburg bei Heidelberg geleiteten Wahl erreichte der bisherige Prior Tutilo Burger die nach der Wahlordnung notwendige Zweidrittelmehrheit im zweiten Wahlgang.
Erzabt Tutilo nahm in Anlehnung an die Benediktsregel den Wahlspruch “Christus nos perducat” (deutsch: „Christus führe uns“) an. Am 12. November 2011 erteilte der Freiburger Erzbischof Robert Zollitsch in Anwesenheit von Ministerpräsident Winfried Kretschmann, Landrat Dirk Gaerte, der Vorsitzenden des Freundeskreises der Erzabtei Tanja Gönner, zahlreicher Äbte und Äbtissinnen sowie dem Chef des Hauses Hohenzollern, Karl Friedrich von Hohenzollern, dem neuen Erzabt in einem feierlichen Pontifikalamt die Abtsweihe.
Tutilo Burger ist Geschäftsführer der Gemeinnützigen Stiftung Vetus Latina mit Sitz in Beuron. Er ist zudem Mitglied der Beuroner Schola. Neben vielfältigen Aufgaben im geistlichen Bereich und in der Verwaltung des Klosters gilt seine persönliche Leidenschaft dem Orgelspiel.
2015 wurde er von Kardinal-Großmeister Edwin Frederick Kardinal O’Brien zum Großoffizier des Päpstlichen Ritterordens vom Heiligen Grab zu Jerusalem ernannt und am 10. Oktober 2015 im Mainzer Dom durch Bischof Heinrich Mussinghoff in die deutsche Statthalterei investiert. Er gehört der Komturei Ravensburg des Päpstlichen Laienordens an und wurde 2019 deren Prior. Er ist Mitglied des Deutschen Vereins vom Heiligen Lande.
Am 22. August 2023 hat ihn das Kapitel  für weitere 12 Jahre im Amt des Beuroner Erzabtes bestätigt.

### Abtswappen
Sein Abtsrang wird durch die Kordeln (Quasten) ausgehend vom Prälatenhut dargestellt. Die Farbe des Wappens und der Stern sind dem Beuroner Wappen entnommen. Von den beiden Pilgerstäben ist einer durch den Löffinger Löffel ersetzt. Ergänzt wird das Wappen um den Abtsstab sowie eine Burg, die einen Bezug zu seinem Namen herstellt.

## Schriften
- Benediktinische Spiritualität heute. In: Oberschwaben – Mitteilungen der Gesellschaft Oberschwaben (2004).
- 150 Jahre Benediktiner in Beuron – Ein Kloster Im Wandel: Festschrift zum Jubiläum [1863–2013]. Beuron 2013, ISBN 978-3-87071-305-8.